# دروم (آن)
دروم (بالفرنسية: Drom)‏ هي بلدية فرنسية تقع في إقليم الآن في فرنسا. رمز إنسي لها هو:1150. أما الرمز البريدي لها فهو: 1250.